# 内森·奥尼尔
内森·奥尼尔（英語：Nathan O'Neill，1974年11月23日—），澳大利亚男子自行车运动员。他曾代表澳大利亚参加2002年和2006年英联邦运动会自行车比赛，获得一枚金牌和一枚铜牌。他也曾参加2000年夏季奥运会。